# Cầu Vĩnh Thịnh
Cầu Vĩnh Thịnh là cây cầu bắc qua sông Hồng, nối thị xã Sơn Tây thuộc thành phố Hà Nội với huyện Vĩnh Tường thuộc tỉnh Vĩnh Phúc, trên quốc lộ 2C thuộc tuyến đường vành đai 5 thành phố Hà Nội.

## Đặc điểm
Cầu Vĩnh Thịnh được thiết kế với chiều rộng mặt cầu 16,5m bao gồm 4 làn xe. Các làn xe đều rộng 3.5m và bảo đảm tốc độ 80 km/h. Đây cũng là cầu vượt sông dài nhất Việt Nam.

## Dự án
Tổng mức đầu tư của dự án là 2.323 tỷ VND, bao gồm nguồn vốn đầu tư vay từ Quỹ hợp tác phát triển kinh tế Hàn Quốc và vốn đối ứng của Việt Nam. Chủ đầu tư là Bộ giao thông Vận tải.

## Thi công và hoàn thiện
Cầu Vĩnh Thịnh được khởi công xây dựng vào ngày 18 tháng 12 năm 2011
Cầu được thông xe vào ngày 08/06/2014
Tổng chiều dài thực tế là 5.487m, trong đó phần cầu dài 4.480m, còn lại là đường dẫn trên cạn.